# Silba
Silba (italienisch Selve) ist eine von 18 bewohnten Inseln des Zadarer Archipels in Kroatien. Sie liegt am Ende des südlichen Abschnitts des Kvarnerić zwischen den Inseln Premuda, Olib, Ilovik und Lošinj.

## Geografie und Geologie
Die Insel ist schon seit der Römerzeit bewohnt. Ihr Name stammt jedoch schon aus vorrömischer Zeit und bedeutet „Wald“.
In der Blütezeit des 17. und 18. Jahrhunderts lebten bis zu 1200 Menschen auf der Insel. Als nördlichste dalmatinische Insel wird sie auch Tor zu Dalmatien genannt. Silba gehört mit etwa 15 km² Flächenausdehnung zu den kleineren der bewohnten Inseln des Archipels. Die Insel hat die Form eines länglichen Streifens, der in der Mitte nur etwa 700 m breit ist. Die Insel weist trotz der geringen Größe eine sehr reiche Vegetation und sehr schöne kleine Buchten auf. Die Insel besitzt sowohl Kiesstrände als auch feine Sandstrände (an der Westküste Pokukmarak, Luka sv. Ante, Mavrovo, Lojišće, Pernastica, an der Ostseite Sotorišće, Draga u. a.).
Der auf ihrer Westseite liegende Meeresbereich ist der Silbanski Kanal (italienisch Canale di Selve) und auf ihrer Ostseite der Olibski Kanal (italienisch Canale di Ulbo). Von der Südostspitze der Insel erstreckt sich das Virsko More (früher Canale di Zara).
Die größte Teil von Silba ist aus kreidezeitlichen Rudistenkalkstein aufgebaut. Nur an der Westseite gibt es zwei Bereiche mit einem jüngeren Nummulitenkalkstein aus dem Eozän.

### Schutzgebiete
Die Insel Silba ist Bestandteil des europäischen Schutzgebietsnetzes Natura 2000. Die Insel ist vollständig als Flora-Fauna-Habitat-Gebiet „Silba“ (Gebietskennung HR2001279) ausgewiesen. Schutzzweck des Gebiets sind die FFH-Lebensraumtypen 1210 (Einjährige Spülsäume) und 1240 (Mittelmeer-Felsküsten mit Vegetation mit endemischen Limonium-Arten), sowie die FFH-Art Vierstreifennatter (Elaphe quatuorlineata). Die die Insel umgebenden Küstengewässer bis zu einer Tiefe von etwa 20 m sind als FFH-Gebiet „Silba - podmorje“ (Gebietskennung HR3000053) gemeldet, hier kommen der prioritäre Lebensraumtyp 1120 (Posidonia-Seegraswiesen, Posidonion oceanicae) und der Lebensraumtyp 1170 (Riffe) vor. Zudem ist die Insel Teil des europäischen Vogelschutzgebiets S dio zadarskog arhipelaga.

## Tourismus
Auf der Insel befindet sich eine gleichnamige Siedlung mit Restaurants, Cafés, Bars, Geschäften, einer Post und einer Wechselstube sowie einem Reisebüro und einer Ambulanz. Es gibt keine Straßen für Autos oder Motorräder auf Silba.
Die nächste Großstadt auf dem Festland ist Zadar, etwa 50 km entfernt. Es gibt tägliche Fähren und Bootsfahrten nach Zadar und 2 bis 3 Mal pro Woche kann man von der Insel zu den Nachbarinseln sowie nach Rijeka und Pula gelangen.

## Strände und Häfen auf Silba
Zalic ist der wichtigste Hafen der Insel Silba. Er liegt an der Südwestseite der Insel sehr nah an der Inselmitte. Zalic ist allerdings nicht zum Baden geeignet. Der Hafen dient primär als Anlegestelle für große Schiffe und Fähren; private Yachten können hier nicht anlegen.
Pocukmarak ist der größte Strand an der Südseite der Insel und ist ebenfalls sehr nah an der Inselmitte. Dieser Strand befindet sich am südlichsten Ende von Silbas Lungomare, eine Kiesbucht mit kristallblauem Meer.
Am Pocukmarak können Badegäste Getränke und Kleinigkeiten im nahen Café bekommen. Etwa 100 Meter bergauf liegt die älteste Kirche auf Silba, die Kirche des heiligen Marko. Eines der Symbole von Silba ist die „Torretta Marinich“, ein sechseckiger Aussichtsturm, 15 m hoch, mit einer äußeren Wendeltreppe. Es wurde von der Podestà, Kapitän Pietro Marinich (1816–1897), im Garten des 1872 erbauten Familienhauses erbaut und anschließend von der 1894 geweihten Kapelle begleitet.
Porat Sv. Marka ist eine kleine Bucht auf der südlichen Seite der Insel. Sie ist zwar nicht besonders gut zum Schwimmen geeignet, bietet aber einen schönen Blick auf die San Marko-Kirche. Außerdem können hier private Yachten anlegen.
Die Dobre Vode ist eine sehr kleine, aber auch sehr attraktive Bucht auf Silba. Sie ist etwa 3 km vom Zentrum entfernt und man muss einen etwa 45-minütigen Fußmarsch durch den Wald in Kauf nehmen, um sie zu erreichen. Sie ist ein idealer Ort für Menschen, die gerne unter sich sind und größeren Touristenansammlungen entkommen wollen.
Auch Nozdre ist eine Bucht, die wenig besucht wird. Sie besteht aus zwei getrennten Teilen: der eine Teil ist komplett aus feinem Sand und der andere Teil ist ein gemischter Kies-/Sandstrand. Nozdre ist weit von der Inselmitte, aber nur etwa 10 Minuten Fußmarsch von Dobre Vode entfernt. In beiden Buchten gibt es weder Cafés noch Bars, Besucher sind also auf Selbstversorgung angewiesen.

## Galerie

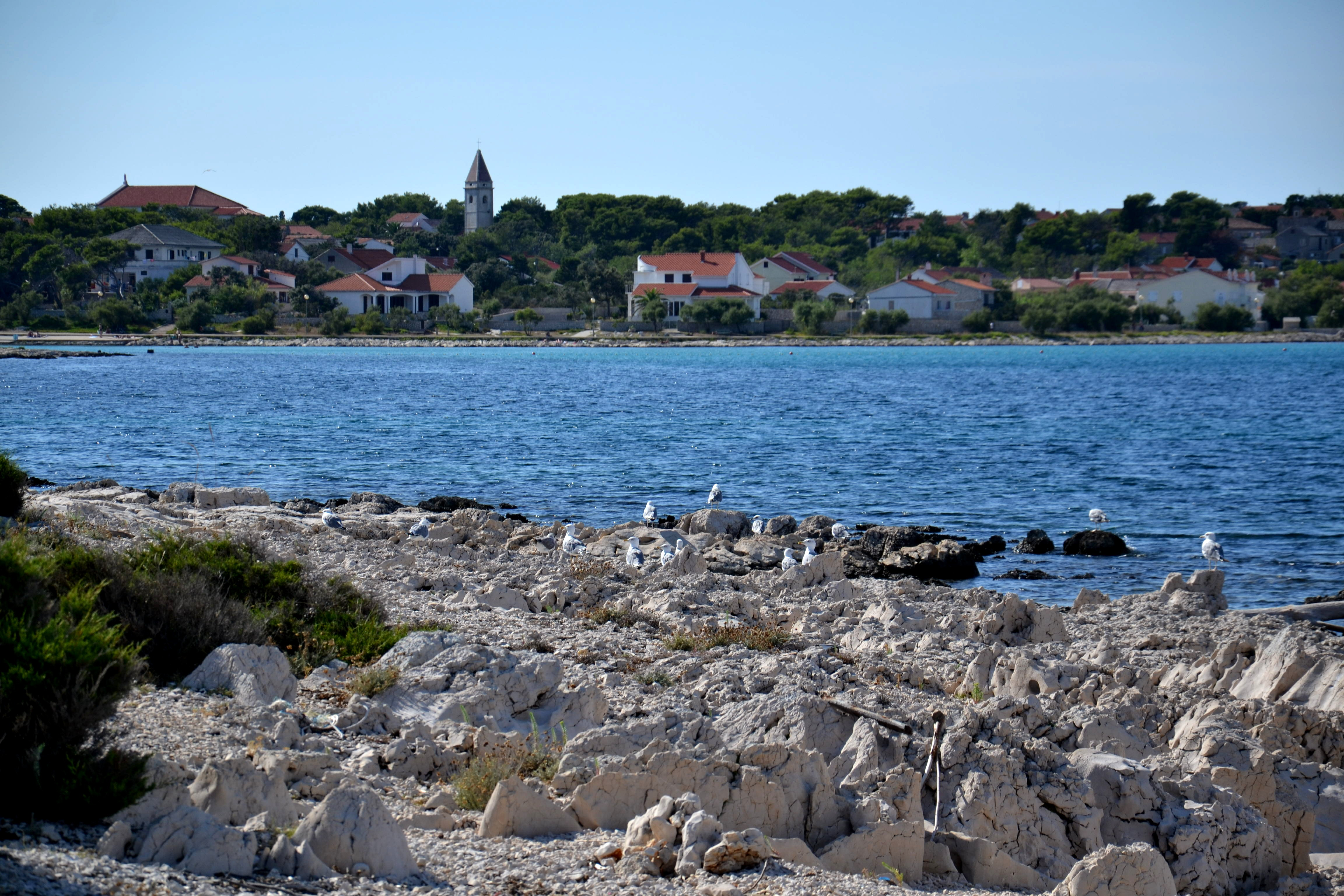
Ansicht von Silba
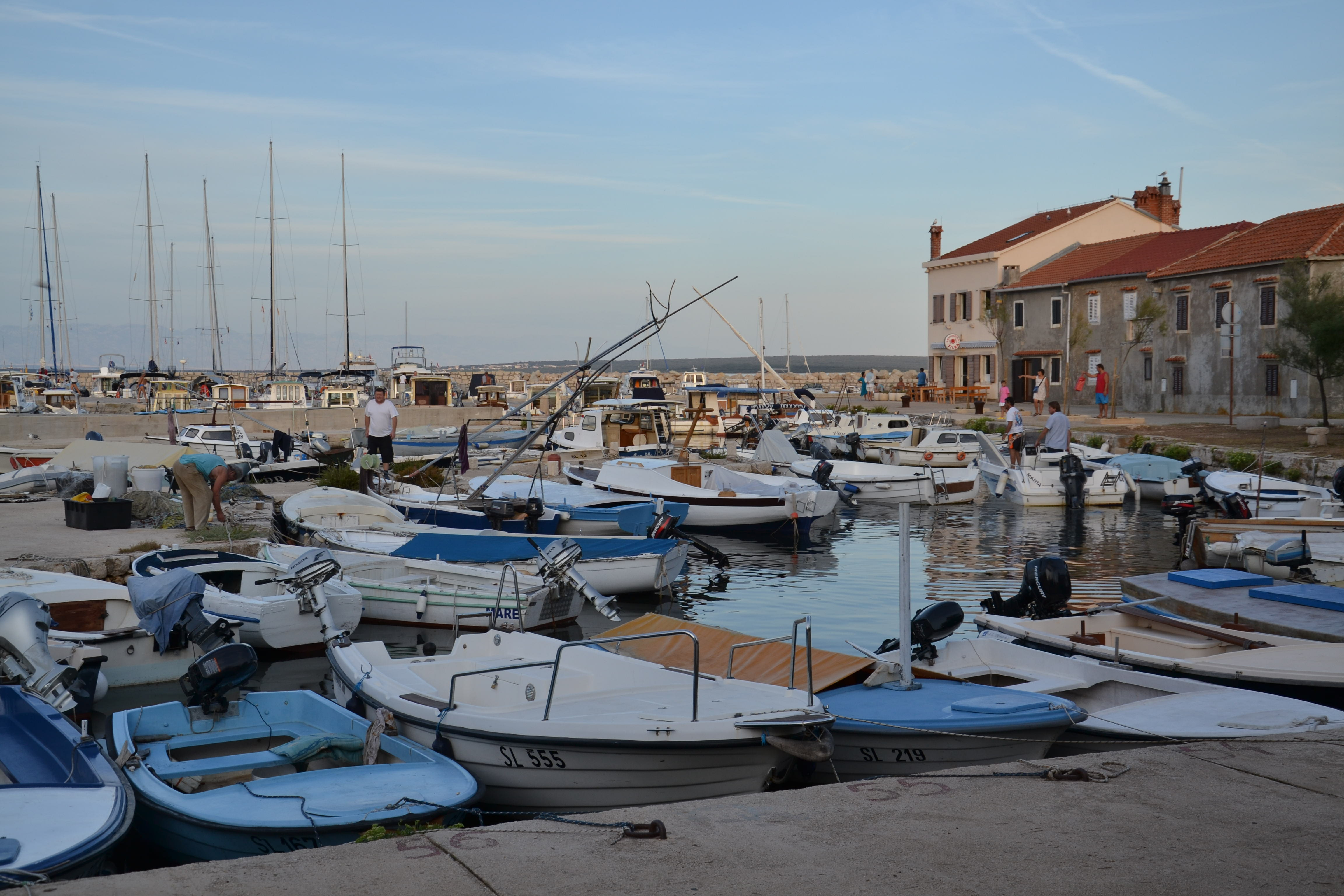
Silba, Hafen
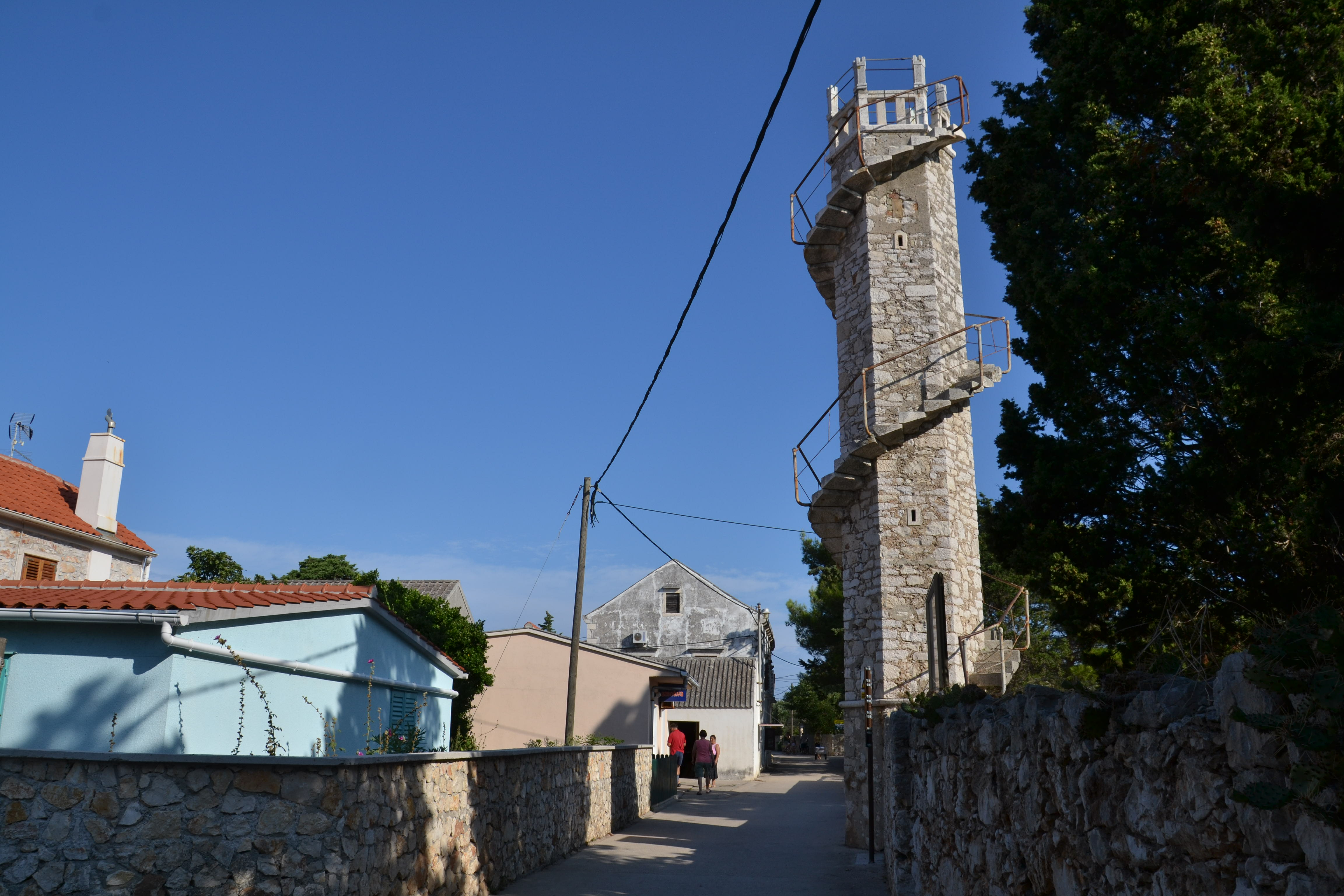
Aussichtsturm
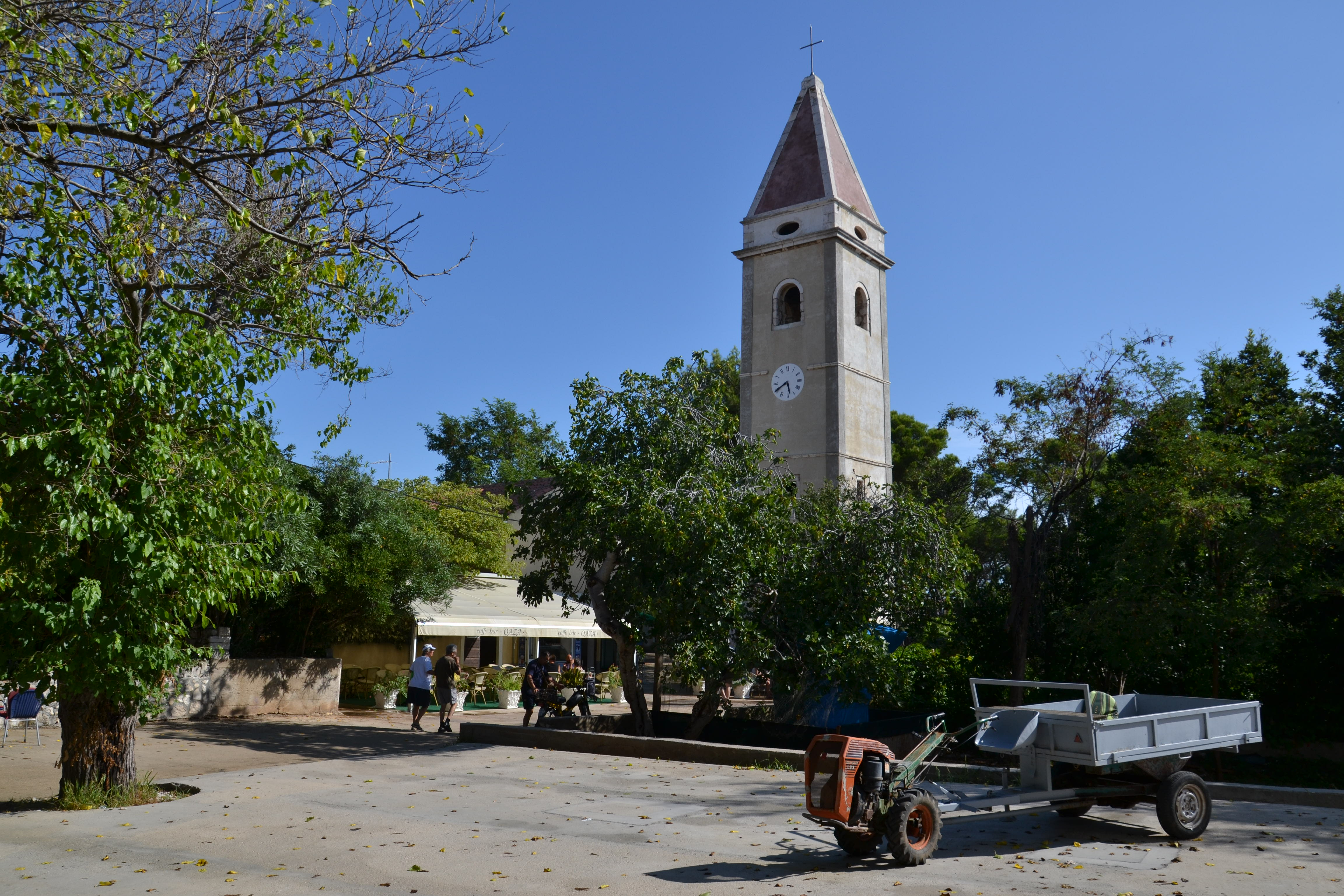
Dorfplatz